# Ingerophrynus ledongensis
Espèce
Synonymes
- Bufo ledongensis Fei, Ye & Huang in Fei, Hu, Ye & Huang, 2009

Ingerophrynus ledongensis est une espèce d'amphibiens de la famille des Bufonidae.

## Répartition
Cette espèce est endémique de l'île d'Hainan en Chine.

## Étymologie
Son nom d'espèce, composé de ledong et du suffixe latin -ensis, « qui vit dans, qui habite », lui a été donné en référence au lieu de sa découverte, le xian de Ledong.

## Publication originale
- Fei, Hu, Ye & Huang, 2009 : Fauna Sinica. Amphibia. Volume 2. Anura. Beijing, Chinese Academy of Science. Science Press., p. 1-957.